# Traut Streiff Faggioni
Traut Streiff Faggioni, all'anagrafe Maria Traut Streiff (Genova, 8 settembre 1910 – Firenze, 11 novembre 1994), è stata una danzatrice e coreografa italiana.

## Biografia
Traut Streiff Faggioni fu allieva di Mimi Scheiblauer, collaboratrice di Émile Jaques-Dalcroze: l'uso dell'euritmica previsto dalla scuola pedagogica da questi fondata influirà notevolmente sul modo di insegnare della Streiff. Frequentò i seminari tenuti dai più grandi esponenti della danza moderna mitteleuropea, quali Mary Wigman, Kurt Jooss, Harald Kreutzberg, apprendendo in tal modo i principi della scuola di Rudolf Laban.
Insegnò all'Istituto Musicale Zanella di Genova dal 1931 al 1942 ed occasionalmente presso l'Istituto dei Ciechi e dei Sordomuti.
Nel 1934 conobbe il suo compagno di vita, Giocondo Faggioni, che sposò l'anno seguente; nel 1936 nacque l'unico figlio, Ruggero.
È stata ballerina solista al Teatro Margherita di Genova e, nel 1940, per il Centenario della morte di Niccolò Paganini al Carlo Felice, in occasione della Settimana Vivaldiana al Teatro dei Rinnovati e a Palazzo Chigi a Siena, ed al Teatro delle Arti di Roma. In questo periodo, inoltre, collaborò in teatro con Anton Giulio Bragaglia.
È del 1946 la partecipazione al film "Preludio d'amore" per la regia di Paolucci, nel quale interpretò il piccolo ruolo della Madre Superiora, mentre il marito Giocondo curò le scenografie. L'anno successivo la coppia si trasferì a Firenze, dove Traut Streiff poté inaugurare la sua scuola di danza presso la chiesa sconsacrata di S. Apollonia.
Dagli anni settanta fino all'inizio degli anni novanta collaborò con il maestro statunitense Jerome Andrews.
Fu sempre molto riservata e timida: non rilasciò quasi mai interviste.
Tra le sue principali rappresentazioni si ricordano Danza eroica, Gong , "Bolle di Sapone" e Risveglio.
Fra i suoi allievi vi sono: Paolo Poli, Virgilio Sieni, Alessandro Certini, Roberta Gelpi, Paola Del Cucina, Nia Cau Wetterholm, Maria Cassi, Marinella Salerno, Sasha Waltz.
Nel settembre 2010, in occasione del centenario della nascita, si sono svolte due manifestazioni: un workshop internazionale di danza e la mostra Le forme dell'anima, patrocinata dal Comune di Firenze e Fondazione Sistema Toscana svoltasi presso l'auditorium Santa Apollonia, dove è stato proiettato un documentario Il respiro nel vuoto di Sveva Fedeli a lei dedicato.